# Четыре искусства
«Четыре искусства» — художественное объединение, существовавшее в Москве и в Ленинграде в 1924—1931 годах.

## История
Общество было основано художниками, входившими ранее в «Мир искусства» и «Голубую розу». В объединение входили живописцы и графики, скульпторы и архитекторы, как правило, относившиеся к старшему поколению, поэтому всем членам объединения было присуще высокое профессиональное мастерство, точно проработанная образная структура и выразительность, умение использовать накопленный опыт в применении к новым задачам, поставленным современным искусством и градостроительством. Существовало параллельно с такими организациями как «Ассоциация художников революционной России» (АХРР) и «Общество художников-станковистов» (ОСТ), но наряду с 
«Обществом Московских художников» (ОМХ), мастера объединения с пиететом относились к проблемам сохранения культуры и сберегали язык произведения, его художественную форму — весьма важной частью художественного произведения.
Художники очень отличались друг от друга творческой манерой.
Общество часто проводило выставки в Москве (в 1925, 1926 и 1929 годах) и в Ленинграде в 1928 году. Влилось в АХРР.
Знаковые произведения: Петров-Водкин («После боя», 1923; «Девушка у окна», 1928; «Тревога», 1935, «Смерть комиссара», 1928), Кузнецов («Строительство Еревана», 1931; «Сортировка хлопка», 1931; «Обработка туфа», 1931; «Сбор чая», 1928).

## Критика слева
В 1929 году в журнале «Искусство в массы» Д. Мирлас опубликовал критическую статью, которая по-существу стала политическим доносом.

Если в литературе писателю или поэту свое классовое лицо скрыть почти невозможно, то в области изобразительного искусства… это лицо всячески маскируется разными эстетическими измышлениями. <…>
В наше время происходят бои на фронтах изо-искусства. Лицо друзей и врагов все более и более выявляется. <…> …Не восприняв новой жизни и не желая говорить откровенно о своих истинных идеалах, художники «4 искусств» вынуждены ограничиваться или лирическими намеками, или беспредметничеством. <…> Очень характерно, что даже… и в них (пейзажах) стали ограничиваться полунамеками формально-эстетического порядка, смысл которых доступен для очень изощренных эстетов-любителей.
Общество «4 искусства», поставив своим девизом борьбу за качество и новый стиль, в пределах узкой цеховщины и полнейшего игнорирования общественно-политической установки страны Советов, спекулирует этим, выдавая свои достижения за универсальное качество и метод. Качества внесоциального и внеклассового нет. То, что годится для художников, оберегающих себя от советских влияний и годами варящихся в среде выходцев дворянско-помещичьего сословия и берегущих все признаки искусства этого разложившегося сословия, — не годится для широкой советской общественности, которая ведет борьбу с индивидуализмом в литературе, в искусстве с его вредным влиянием на молодое поколение художников.
— Д. Мирлас

## Члены общества
- Аксельрод, Меер Моисеевич
- Басманов, Павел Иванович
- Бруни, Лев Александрович
- Ефимов, Иван Семёнович
- Жолтовский, Иван Владиславович
- Истомин, Константин Николаевич
- Кравченко, Алексей Ильич
- Кузнецов, Павел Варфоломеевич
- Купреянов, Николай Николаевич
- Лапшин, Николай Фёдорович
- Лебедев, Владимир Васильевич
- Матвеев, Александр Терентьевич
- Могилевский, Александр Павлович
- Мухина, Вера Игнатьевна
- Нивинский, Игнатий Игнатьевич
- Нисс-Гольдман, Нина Ильинична
- Остроумова-Лебедева, Анна Петровна
- Петров-Водкин, Кузьма Сергеевич
- Сарьян, Мартирос Сергеевич
- Ульянов, Николай Павлович
- Фаворский, Владимир Андреевич
- Щусев, Алексей Викторович